# Love Scenes

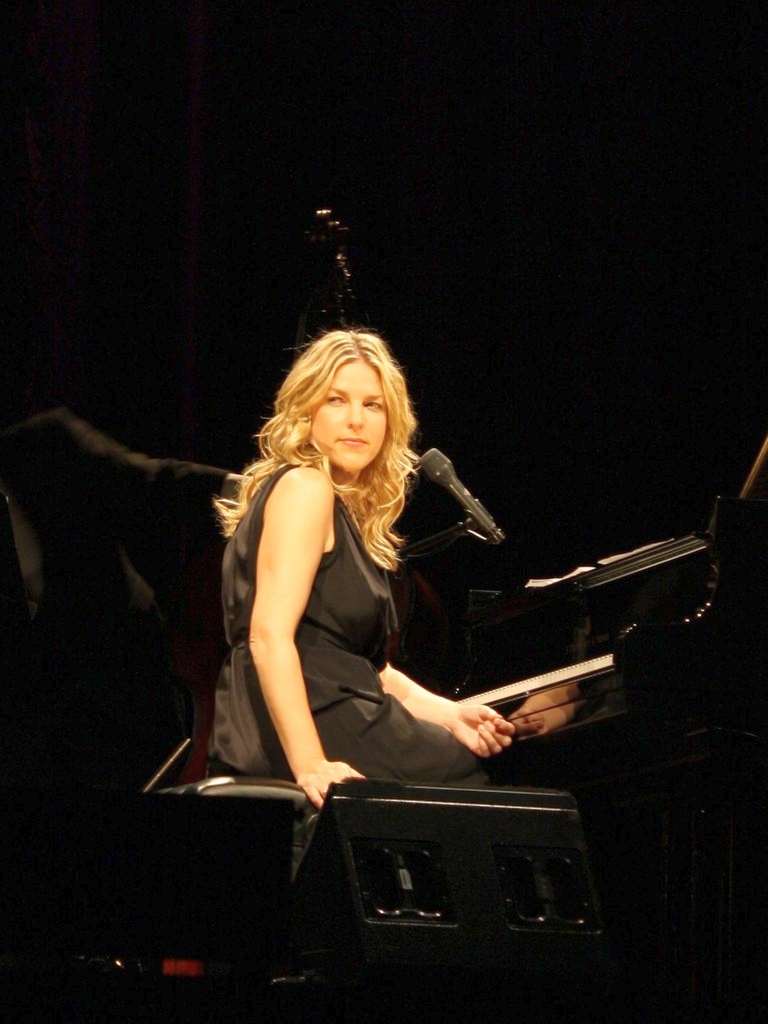
Diana Krall in Köln (2009)

Love Scenes ist ein Studioalbum der kanadischen Jazzpianistin und Sängerin Diana Krall, das am 26. August 1997 bei Impulse! Records veröffentlicht wurde.

## Hintergrund
Love Scenes ist – nach Stepping Out (1993), Only Trust Your Heart (1995) und All For You (A Dedication To The Nat King Cole Trio) (1996) – das vierte Album von Diana Krall. Sie spielt im Trio mit dem Gitarristen Russell Malone und dem Kontrabassisten Christian McBride zusammen. Zu hören ist eine „Sammlung von 12 Liedern, die die Liebe zum Thema haben (nicht unbedingt die romantische Liebe, wie Krall betont, sondern auch die Liebe zu Familie und Freunden)“.

## Titelliste
- Diana Krall – Love Scenes[1]
  1. All or Nothing at All (Jack Lawrence, Arthur Altman) – 4:35
  2. Peel Me a Grape (Dave Frishberg) – 5:52
  3. I Don’t Know Enough About You (Peggy Lee, Dave Barbour) – 4:01
  4. I Miss You So (Jimmy Henderson, Bertha Scott, Sid Robin) – 4:42
  5. They Can’t Take That Away from Me (Ira Gershwin, George Gershwin) – 5:39
  6. Lost Mind (Percy Mayfield) – 3:48
  7. I Don’t Stand a Ghost of a Chance with You (Victor Young, Bing Crosby, Ned Washington) – 6:14
  8. You’re Getting to Be a Habit with Me (Harry Warren, Al Dubin) – 2:14
  9. Gentle Rain (Luiz Bonfá, Matt Dubey) – 4:55
  10. How Deep Is the Ocean (How High Is the Sky) (Irving Berlin) – 4:45
  11. My Love Is (Billy Myles) – 3:26
  12. Garden in the Rain (Carroll Gibbons, James Dyrenforth) – 4:56
- Bonus-Tracks
  1. That Old Feeling (Lew Brown, Sammy Fain) – 2:32[3]
  2. Another Spring (Lee, Hubie Wheeler) – 3:04[4]

## Rezeption
Die Besprechung bei Allmusic durch Scott Yanow vergab 4 von 5 Sternen und meinte: „Die Sängerin und Pianistin Diana Krall war zum Zeitpunkt der Veröffentlichung dieser Impulse-CD bereits ein heißes Eisen. In einem Trio mit ihrem Stammgitarristen Russell Malone und dem Bassisten Christian McBride legt Krall hier den Schwerpunkt auf Balladen, die mit Liebe zu tun haben. ... Kralls früher erschienenes Tribute-Album für Nat King Cole bietet jedoch mehr Abwechslung in Tempo und Stimmung und ist daher eher zu empfehlen. Eine anständige, aber nicht unverzichtbare Veröffentlichung.“
Mary Kunz vergab in The Buffalo News 3 von 4 Sternen und wertete: „Die Pianistin und Sängerin Diana Krall hat ihren Durchbruch geschafft. Sie weiß, was sie gut kann, und sie tut es. ... Dies ist eine ruhige Aufnahme, glatt und fast zu gleichförmig in der Textur. Kralls Klavierspiel ist seidig und zurückhaltend, und sie neigt dazu, den Großteil des instrumentalen Rampenlichts ihren exquisiten Begleitern zu überlassen – dem Gitarristen Russell Malone und dem Bassisten Christian McBride. ... Krall wird allmählich besser und besser.“
Robert Spencer schrieb in All About Jazz: „Eine weitere solide Leistung einer Sängerin mit einer glänzenden Zukunft; wenn sich die Popmusik jemals wieder der Schönheit und Anmut zuwendet, wird Diana Krall zweifellos ganz vorne mit dabei sein. Möglicherweise hat sie sogar ihren Teil dazu beigetragen, dass sich das Blatt wendet.“
Jon Newey und Keith Shadwick von Jazzwise nahmen das Album in ihre 2006 veröffentlichte Liste The 100 Jazz Albums That Shook the World auf und begründeten dies wie folgt: „Wo wäre der weibliche Jazzgesang heute ohne Diana Krall? Eine Unwägbarkeit, vielleicht, vor allem, wenn man bedenkt, dass so viele unauffällige Sängerinnen die Landschaft bevölkern. Aber Krall ist in jeder Hinsicht das Original, ob es nun um Textur, Geschmack, Integrität, Einfallsreichtum oder Musikalität geht.“ Welchen Rahmen sie in der Vergangenheit auch immer für sich selbst gewählt hätte, er sei immer passend gewesen. „Love Scenes war ein Trio-Album und nahm ihren massiven Crossover mit dem Orchester vorweg, aber es enthält alle wesentlichen Krall-Zutaten und ist ein durch und durch überzeugendes künstlerisches Manifest. Kein Wunder, dass die Leute zuhörten.“
The Penguin Guide to Jazz vergab 3,5 von vier Sternen und The Rolling Stone Jazz & Blues Album Guide 4 von 5 Sternen.